# Hector (bier)
Hector is een Belgisch bier van hoge gisting.
Het bier wordt gebrouwen in opdracht van Bierhandel Willems in Grobbendonk (in samenwerking met Brouwerij Traagwater), bij Brouwerij Anders in Halen.
Het is een goudblond bier, type tripel met een alcoholpercentage van 8,2%.